# Ebenezer Erskine
Ebenezer Erskine, de oudere broer van Ralph Erskine, werd geboren 22 juni 1680, in Dryburgh in Schotland. Op 23-jarige leeftijd werd hij predikant te Portmoak. Op 2 februari 1704 huwde hij Alison Turpie en samen kregen ze 10 kinderen, van wie er 4 kinderen op jonge leeftijd stierven. Zijn vrouw Alison was erg belangrijk voor het geestelijk leven. Ze overleed jong, op 39-jarige leeftijd.
De kerkelijke gemeente Portmoak was een uitgestrekte gemeente. Er behoorden verschillende dorpen toe, zoals Kinneswood en Scotlandwell. In dit gebied woonden toen ongeveer duizend mensen. Erskine was een trouw herder en leraar. Hij preekte 's zondags driemaal en in de week op donderdagavond. Het kerkbezoek was goed. Na verloop van tijd kwamen velen uit de omgeving. Op avondmaalstijden preekte hij dan buiten in de heuvels. In 1728 waren bij een avondmaalsviering ongeveer 2000 avondmaalsgangers.
Ebenezer en zijn broer Ralph hebben een belangrijke plaats ingenomen in de Schotse kerkhistorie. Het getal van hun preken, de vertalingen en herdrukken hiervan is nauwelijks te overzien. De beide broers kwamen tijdens de zogenaamde Marrow Controversy - een conflict over een herdruk van het boek The Marrow of Modern Divinity - in 1721 in conflict met de synode van de Schotse kerk. Ditzelfde gold voor de theoloog Thomas Boston (1676-1732), die de heruitgave had verzorgd. Kern van het geschil was dat volgens de Synode van de Schotse Kerk het boekje antinomiaanse stellingen bevatte, dat wil zeggen dat het zou stellen dat Gods wet niet meer gold voor de mens als verplichting en als leefregel.
In 1733 werden de broers Erskine geschorst van hun ambtelijke werkzaamheden. De Erskines scheidden zich vervolgens met nog enkele geestverwante predikanten af van de Schotse Kerk en vormden de Associate Presbytery, die in 1743 het ontstaan van de Reformed Presbyterian Church ten gevolge had. Deze afscheiding wordt de First Secession genoemd. Later is deze kerk (1929 en 1956) bijna geheel teruggekeerd naar de Kerk van Schotland (Church of Scotland).
Ebenezer Erskine stierf op 2 juni 1754, op 73-jarige leeftijd, terwijl zijn jongere broer Ralph hem op 6 november 1752, op 68-jarige leeftijd was voorgegaan.

## Trivia
- Van de huidige gereformeerd presbyteriaanse kerkformaties in Schotland, die geheel aan de belijdenisgeschriften van Westminster willen vasthouden, zoals de Free Church of Scotland gaat er historisch eigenlijk niet één rechtstreeks terug op de Afgescheiden Kerk van 1733, waartoe de predikanten Ebenezer en Ralph Erskine hebben behoord.
- De geschriften van Ebenezer Erskine hebben meer ingang gevonden in Nederland, dan in Schotland. Waar Ebenezer Erskine in Nederland bekend is om zijn boeken en geschriften, is hij in Schotland vooral bekend door de First Secession.
- Binnen de bevindelijk gereformeerde kerken in Nederland staat Ebenezer Erskine bekend als zogenaamde Oudvader.